# Aneflus maryannae
Aneflus maryannae är en skalbaggsart som beskrevs av Chemsak och Linsley 1968. Aneflus maryannae ingår i släktet Aneflus och familjen långhorningar. Inga underarter finns listade i Catalogue of Life.